# 卡梅拉·施密特
卡梅拉·施密特（德語：Carmela Schmidt，1962年5月16日—），德国女子游泳运动员，主攻自由泳。她曾代表东德参加1980年夏季奥林匹克运动会游泳比赛，获得女子200米自由泳和女子400米自由泳铜牌。